# Келлер, Освин
Освин Келлер (нем. Oswin Keller; 5 ноября 1885, Ауэрбах (Фогтланд) — 9 января 1961, Лейпциг) — немецкий пианист, музыкальный педагог и композитор.
Окончил Лейпцигскую консерваторию, ученик Алоиса Рекендорфа и Альфреда Райзенауэра. На протяжении многих лет сам преподавал там же, среди его учеников Рольф Дитер Аренс. Опубликовал ряд учебников: «Техника фортепианной игры» (нем. Die Klaviertechnik; 1915, второе издание 1937), «Школа фортепианной игры» (нем. Klavierschule; первая часть 1921, вторая часть 1933) и др.
Дебютировал как концертный исполнитель в 1902 году, в молодости выступал также как органист, но затем появлялся на концертной сцене преимущественно как аккомпаниатор, особенно с хоровыми коллективами. В 1930-е гг. иногда выступал c оркестром или в составе фортепианного дуэта.
В 1912—1921 гг. осуществил многочисленные записи, в числе которых как произведения стандартного репертуара (в том числе фортепианные переложения оркестровых сочинений, включая симфонии Шуберта, Бетховена и Чайковского), так и многочисленные популярные фортепианные пьесы второй половины XIX века. Автор трёх десятков фортепианных пьес. Подготовил многочисленные инструктивные издания классических произведений (прежде всего, Иоганна Себастьяна Баха).